# Aston Martin Music
Aston Martin Music è un singolo del rapper statunitense Rick Ross, pubblicato nel 2010 ed estratto dall'album Teflon Don.
La canzone vede la collaborazione del rapper canadese Drake e della cantante statunitense Chrisette Michele.

## Descrizione
Il brano utilizza un sample tratto dalla canzone I Need Love di LL Cool J del 1987.

## Video musicale
Il video musicale è stato diretto da Gil Green ed è stato girato a Miami (Florida). In esso appaiono diversi modelli di Aston Martin. Nel video vi è un cameo del rapper Birdman.

## Tracce
1. Aston Martin Music (featuring Drake & Chrisette Michele) - 4:31